# Димче Беловски
Димче Беловски (Штип, 25. октобар 1923 — Скопље, 17. јун 2010) био је правник , дипломата, учесник Народноослободилачке борбе и друштвено-политички радник СР Македоније и СФР Југославије.

## Биографија
Студирао је право. Народноослободилачкој борби порикључио се 1941. године. Био је члан СКОЈ−а од 1941. и Комунистичке партије Македоније од 1943. године. Као истакнути учесник НОВМ, био је политички комесар чете и батаљона у војним јединицама НОВ и ПОМ, а затим политички комесар 50. македонске дивизије НОВЈ. Био је делегат на Првом заседању АСНОМ-а августа 1944. године.
После ослобођења завршио је Вишу политичку школу „Ђуро Ђаковић“ у Београду. 
Током своје каријере обављао разне партијске, друштвене и дипломатске дужности: 
- политички секретар Обласног комитета КПМ у Скопљу
- председник Главног одбора Народне омладине Македоније
- члан ЦК СКМ
- посланик у Собрању НР Македоније
- директор НИП „Нова Македонија“
- члан Извршног већа СР Македоније
- амбасадор СФРЈ у Канади (1961-1965)
- помоћник државног секретара СФРЈ за спољне послове (1965–1969)
- амбасадор СФРЈ у САД (1975-1979)
- заменик сталног представника у Сталној мисији СФРЈ у Њујорку
- представник СФРЈ у УН
- члан Председништва ЦК СКЈ (1969-1974)
- члан ЦК СКЈ (1974-1978. и 1982-1986)
- члан Савета федерације СФРЈ (1974-1976)
- секретар Председништва ЦК СКЈ (1984-1986)

Преминуо је 17. јуна 2010. године у Скопљу.
Носилац је Партизанске споменице 1941.